# Олександрійська Дача (заповідне урочище)
Олекса́ндрійська Да́ча — заповідне урочище (лісове) в Україні. Розташоване в межах Рівненського району Рівненської області, на північний захід від села Олександрія (неподалік від села Соломка). 
Площа 42 га. Статус надано згідно з рішенням облвиконкому від 22.11.1983 року № 343. Перебуває у віданні ДП «Рівненський лісгосп», Олександрійське лісництво (кв. 29, вид. 1). 
Статус надано для збереження частини лісового масиву з насадженнями дуба, сосни, берези, граба, липи II бонітету. Дуб і сосна віком 130 років, береза повисла — 90 років. У підліску зростають ліщина, горобина, крушина ламка. 
У трав'яному покриві: ожина, суниця лісова, медунка темна, звіробій. Зростають рідкісні та лікарські рослини, зокрема конвалія звичайна. 
З тварин водяться: кабан, сарна європейська, заєць сірий, лисиця, вивірка, трапляються лосі. З птахів: сойка, вільшанка, дятел звичайний, синиця велика, повзик, сорока та інші види.